# II-17
Die II-17 (bulgarisch Републикански път ІІ-17 Republikanski pat II-17, also Republikstraße II-17) ist eine Hauptstraße (zweiter Ordnung) in Bulgarien. Sie ist die Nord-Ost-Umfahrung der Stadt Botewgrad.

## Verlauf
Die Republikstraße beginnt an einer Kreuzung mit der I-1 nordwestlich von Botewgrad. Sie führt danach gerade drei Kilometer nach Westen und ist nun als Schnellstraße ausgebaut, d. h. zwei Streifen je Richtung. Nach einer Kurve nimmt die Straße Kurs nach Süden und hat daraufhin ein Verkehrskreuz mit der I-3. Sie endet an der A2 „Hemus“.

## Sonstiges
Sie ist die zweitkürzeste Republikstraße zweiter Ordnung in Bulgarien, nach der II-80.